# Herrgårdsost

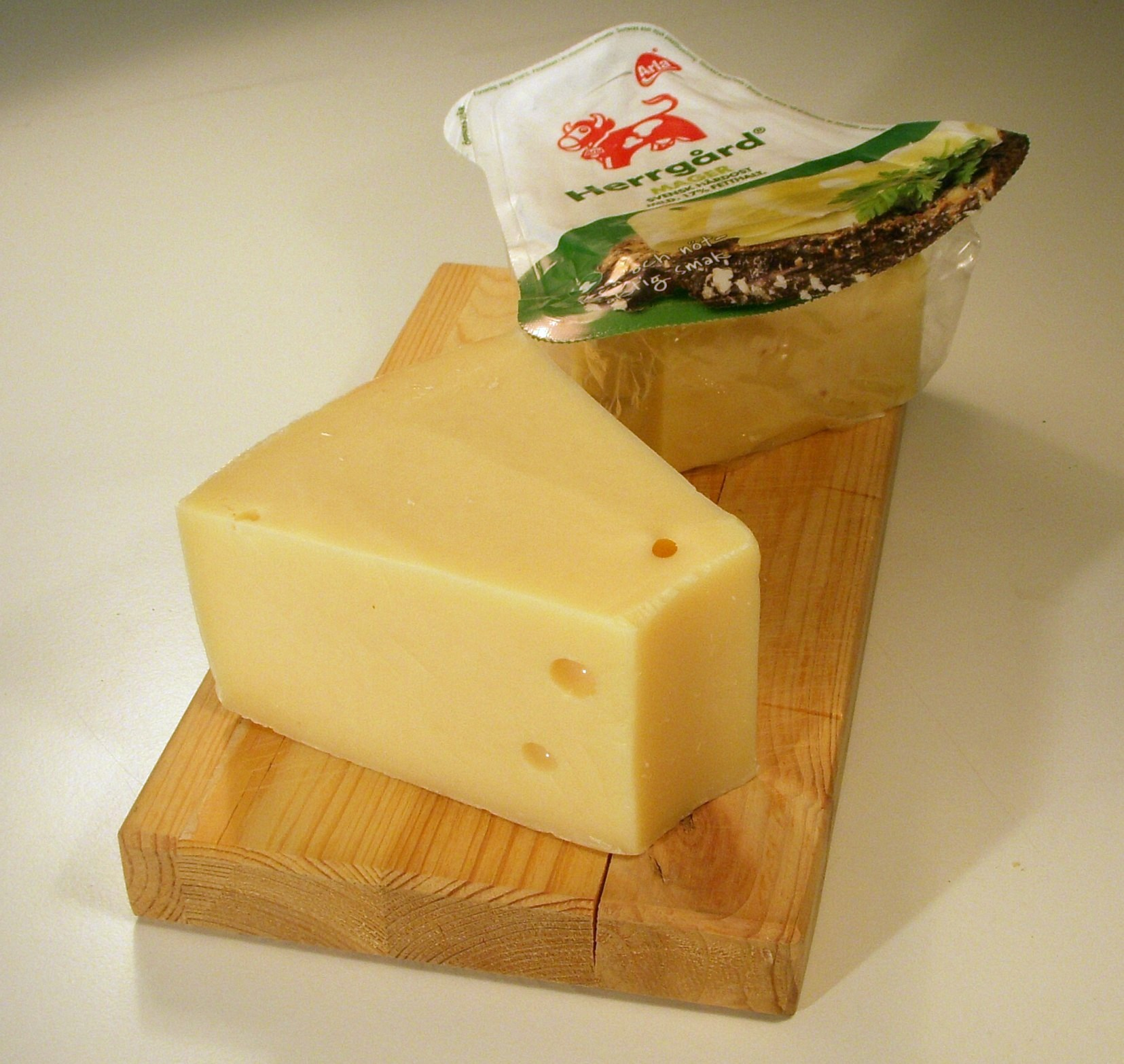
Herrgårdsost sueco.

El herrgårdsost (‘queso de mansión’) es un queso tierno curado sueco hecho de leche de vaca. Fabricado desde los años 1890, sigue siendo popular en Suecia. Tiene un sabor suave, dulce y almendrado, y pequeños agujeros redondos. Suele elaborarse en ruedas de unos 40 cm de diámetro y 12 cm de ancho, pesando unos 14 kg.
El herrgårdsost parte de leche semidesnatada, normalmente pasteurizada, en la que se introducen iniciadores bacteriales, incluyendo cultivos lácticos que la acidifican y bacterias propiónicas, responsables de producir el dióxido de carbono que crea los agujeros. La leche acidificada se corta con cuajo y se caliente a no más de 43°C. El suero se drena y la cuajada se prensa, formando una rueda que se sala en salmuera. Unas dos semanas después las ruedas de queso se cubren con cera, dejándolo envejecer en este estado unos 3 o 4 meses más, pero a menudo hasta 12 e incluso 24 meses.
El producto final tiene un 39,5% de agua, 29% de grasa, 27% de proteína y 1,5% de sal. 